# The Dears
The Dears est un groupe de rock indépendant canadien, originaire de Montréal, au Québec.

## Biographie
Formé autour du chanteur Murray Lightburn, The Dears change plusieurs fois de formation depuis sa création. En 2006, le groupe est composé du bassiste et producteur Martin Pelland, du guitariste Patrick Krief, des claviéristes et choristes Valérie Jodoin-Keaton et Natalia Yanchak, et du batteur George Donoso III.
Influencé par la Britpop des années 1990, mais enrobé d'une instrumentation dense dominée par les envolées lyriques de Lightburn, le groupe est souvent comparé à Blur et The Smiths. En 2005, l'ancien chanteur des Smiths, Morrissey, demandait d'ailleurs personnellement au chanteur Murray Lightburn que The Dears assurent les premières parties de ses spectacles aux États-Unis. The Dears avait précédemment ouvert pour Morrissey lors d'un concert à Toronto et pour une performance pour une station de radio de Los Angeles en 2004.
Ayant d'abord suscité de l'intérêt à Montréal, le succès des Dears s'est étendu à l'Europe. Le second album du groupe, No Cities Left, originellement paru en 2003, est ressorti deux ans plus tard. La tournée avec Morrissey et des critiques dithyrambiques de la presse américaine ont propulsé le groupe. Gang of Losers parut à la fin de l'été 2006.
Le 15 février 2011, The Dears publie un cinquième album, Degeneration Street. L'album est nommé pour le Prix Polar Music.

## Membres

### Membres actuels
- Murray Lightburn - voix, guitare, claviers, percussions
- Rob Benvie - guitare, claviers
- Patrick Krief - guitare
- Roberto Arquilla - basse
- Natalia Yanchak - claviers, voix
- Jeff Luciani - batterie

### Anciens membres
- Martin Pelland (2001-2007)
- Valérie Jodoin-Keaton (2002-2007)
- Richard MacDonald (1995-1998)
- John Tod (1995-2000)
- Andrew White (1995-1998)
- Roberto Arquilla (1998-2000)
- Brigitte Mayes (1999-2002)
- Jonathan Cohen (1999-2002)
- George Donoso III (2001-2008)
- Joseph Donovan (2003)
- Lisa Smith - basse en tournée (2008–2009)
- Yann Geoffroy - batterie en tournée, claviers (2008–2009)
- Jason Kent - guitare en tournée, voix, claviers (2008–2009)
- Christopher McCarron - guitare en tournée (2008–2009)
- Laura Wills - claviers en tournée, voix (2008–2009)

## Discographie

### Albums studio
- 2000 - End of a Hollywood Bedtime Story
- 2004 - No Cities Left
- 2006 - Gang of Losers
- 2008 - Missiles
- 2011 - Degeneration Street
- 2015 - Times Infinity - Volume One[5]
- 2017 - Times Infinity - Volume Two[6]

### EP
- 2001 - Orchestral pop noir romantique
- 2004 - Protest

### Compilations
- 2000 - Nor the Dahlias: The Dears 1995-1998 (compilation)
- 2004 - Thank You Good Night Sold Out (album live)

## Distinctions

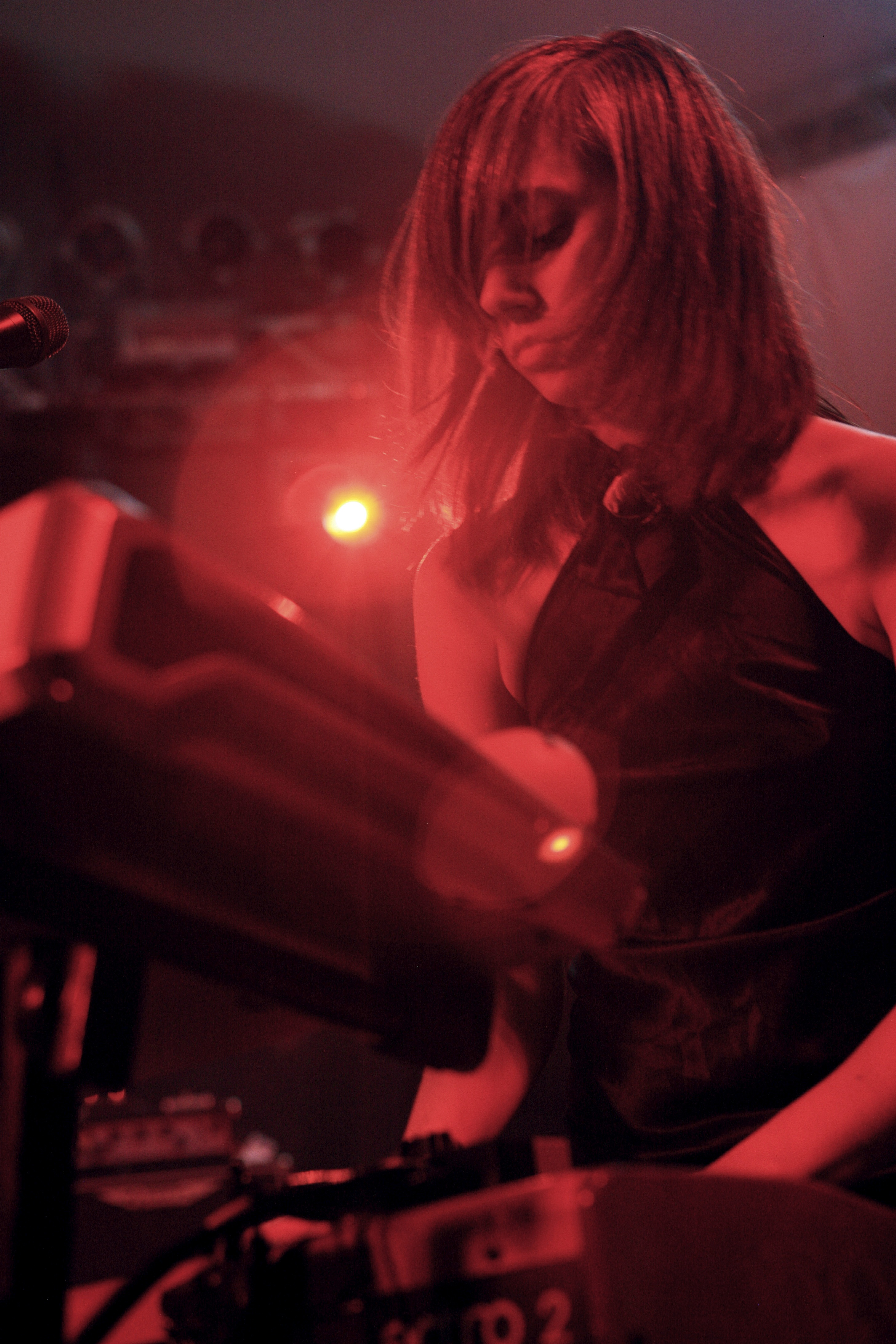
The Dears en concert.

- 2001 : End of a Hollywood Bedtime Story – CMW Canadian Independent Music Awards – meilleur album d'alternatif (nommé)
- 2001 : End of a Hollywood Bedtime Story – MIMI (Montreal Independent Music Initiative) Awards – meilleur concert, meilleur groupe, meilleur album (nommé)
- 2002 : Orchestral Pop Noir Romantique – MIMI (Montreal Independent Music Initiative) - meilleure production (récompensé)
- 2003 : No Cities Left – CASBY – album préféré
- 2004 : No Cities Left – New Pantheon Music Award (nommé)
- 2004 : No Cities Left – Juno Award – meilleur nouveau groupe (nommé)
- 2004 : No Cities Left – CMW Canadian Independent Music Awards – catégorie groupe préféré (récompensé)
- 2006 : Gang of Losers – Canadian Independent Music Awards - catégorie groupe préféré (nommé)
- 2006 : Whites Only Party – CBC Radio 3's Bucky Awards – rythme entrainant (récompensé)
- 2007 : Gang of Losers – Prix Polar Music (récompensé)
- 2007 : Gang of Losers – GAMIQ - catégories carrière internationale, meilleur album de rock indé, meilleur concert (nommé)
- 2011 : Degeneration Street – Prix Polar Music (récompensé)
- 2016 : No Cities Left - Slaight Family Polaris Heritage Prize (1996-2005)[7]